# Bryum subhomalobolax
Bryum subhomalobolax là một loài rêu trong họ Bryaceae. Loài này được Renauld & Cardot mô tả khoa học đầu tiên năm 1909.